# Список губернаторов Делавэра
Губернатор Делавэра (англ. Governor of Delaware) — глава исполнительной ветви власти Делавэра и главнокомандующий Национальной гвардией штата. Он отвечает за исполнение законов штата, в его полномочиях одобрение принятых законодательным собранием законопроектов или наложение на них вето, созыв законодательного собрания, а также осуществление помилования, кроме дел о государственной измене или отрешении от должности, и лишь по рекомендации Совета по помилованию.
За историю штата данную должность занимали 70 человек в течение 73 сроков. Кроме того, Генри Моллестон был избран губернатором, но умер до вступления в должность. Только четверо губернаторов прослужили по два срока подряд; дольше всех прослужила Рут Энн Миннер, которую избрали на два срока после того, как она стала преемником — всего она прослужила более восьми лет. Самый короткий срок был у Дэйла Вульфа — всего 18 дней после отставки предшественника; на втором месте Дэвид Баксон — 19 дней при схожих обстоятельствах. Действующий губернатор — Джон Карни, вступивший в должность 17 января 2017 года. 3 ноября 2020 года Карни на очередных выборах был переизбран на новый срок, истекающий в 2025 году.

## Список
О периоде до независимости Делавэра см. список колониальных губернаторов Пенсильвании.
Делавэр был одним из первоначальных тринадцати колоний и ратифицировал Конституцию первым 7 декабря 1787 года. До провозглашения независимости Делавэр был колонией Королевства Великобритания под названием «Южные графства Делавэра» (англ. Lower Counties on Delaware). Эта колония управлялась колониальным губернаторами Пенсильвании.
Первая редакция конституции штата, принятая в 1776 году вскоре после получения независимости, учредила должность председателя, избираемого законодательным собранием на три года. Следующая редакция конституции (1792 год) изменила название должности на «губернатор», установила день начала срока на третий вторник в январе года, следующего за годом выборов и запретила губернаторам служить более трёх из любых шести лет. Этот срок был увеличен до четырёх лет редакцией конституции штата 1831 года, но эта же редакция запретила губернаторам переизбираться. Действующая редакция конституции Делавэра, принятая в 1897 году, разрешает губернаторам служить не более двух сроков.
Первая редакция конституции штата предусматривала, что если должность губернатора станет вакантной, то спикер законодательного совета станет вице-председателем. Согласно редакции конституции 1792 года, спикер сената заполняет должность в случае её вакантности, а действующая редакция, принятая в 1897 году, учредила должность вице-губернатора, на которого возлагается замещение должности губернатора в случае вакантности последней. Выборы на должности губернатора и вице-губернатора проводятся одновременно, но по разным избирательным спискам.
| #  | Портрет              | Губернатор | Губернатор                | Начало срока     | Конец срока      | Вице-губернатор    | Вице-губернатор     | Сроков | С.            |
| -- | -------------------- | ---------- | ------------------------- | ---------------- | ---------------- | ------------------ | ------------------- | ------ | ------------- |
| 1  |                      |            | Джон Маккинли             | 21 февраля 1777  | 12 сентября 1777 | Нет                | Нет                 | 1⁄3    | [ 15 ]        |
| 2  |                      |            | Томас Маккин              | 12 сентября 1777 | 20 октября 1777  | Нет                | Нет                 | 1⁄3    | [ 17 ]        |
| 3  |                      |            | Джордж Рид                | 20 октября 1777  | 20 марта 1778    | Нет                | Нет                 | 1⁄3    | [ 18 ]        |
| 4  |                      |            | Цезарь Родни              | 20 марта 1778    | 13 ноября 1781   | Нет                | Нет                 | 1      | [ 19 ]        |
| 5  |                      |            | Джон Дикинсон             | 13 ноября 1781   | 4 ноября 1782    | Нет                | Нет                 | 1⁄2    | [ 20 ]        |
| 6  |                      |            | Джон Кук                  | 4 ноября 1782    | 8 февраля 1783   | Нет                | Нет                 | 1⁄2    | [ 19 ]        |
| 7  |                      |            | Николас Ван Дайк          | 8 февраля 1783   | 27 октября 1786  | Нет                | Нет                 | 1      | [ 19 ]        |
| 8  |                      |            | Томас Коллинз             | 27 октября 1786  | 29 марта 1789    | Нет                | Нет                 | 1⁄2    | [ 19 ]        |
| 9  |                      |            | Ииуй Дэвис                | 29 марта 1789    | 30 мая 1789      | Нет                | Нет                 | 1⁄2    | [ 21 ]        |
| 10 |                      |            | Джошуа Клейтон            | 30 мая 1789      | 13 января 1796   | Нет                | Нет                 | 2      | [ 21 ]        |
| 11 |                      |            | Ганнинг Бедфорд (старший) | 13 января 1796   | 28 сентября 1797 | Нет                | Нет                 | 1⁄2    | [ 22 ]        |
| 12 |                      |            | Дэниел Роджерс            | 28 сентября 1797 | 9 января 1799    | Нет                | Нет                 | 1⁄2    | [ 23 ]        |
| 13 |                      |            | Ричард Бассетт            | 9 января 1799    | 3 марта 1801     | Нет                | Нет                 | 1⁄2    | [ 24 ]        |
| 14 |                      |            | Джеймс Сайкс              | 3 марта 1801     | 19 января 1802   | Нет                | Нет                 | 1⁄2    | [ 25 ]        |
| 15 |                      |            | Дэвид Холл                | 19 января 1802   | 15 января 1805   | Нет                | Нет                 | 1      | [ 26 ]        |
| 16 |                      |            | Натаньель Митчелл         | 15 января 1805   | 19 января 1808   | Нет                | Нет                 | 1      | [ 27 ]        |
| 17 |                      |            | Джордж Трюитт             | 19 января 1808   | 15 января 1811   | Нет                | Нет                 | 1      | [ 28 ]        |
| 18 |                      |            | Джозеф Хэслет             | 15 января 1811   | 18 января 1814   | Нет                | Нет                 | 1      | [ 29 ]        |
| 19 |                      |            | Дэниел Родни              | 18 января 1814   | 21 января 1817   | Нет                | Нет                 | 1      | [ 30 ]        |
| 20 |                      |            | Джон Кларк                | 21 января 1817   | 15 января 1820   | Нет                | Нет                 | 1      | [ 31 ] [ 32 ] |
| —  |                      |            | Генри Моллестон           | —                | —                | Нет                | Нет                 | —      | [ 34 ] [ 35 ] |
| 21 |                      |            | Джейкоб Стаут             | 18 января 1820   | 16 января 1821   | Нет                | Нет                 | 1⁄3    | [ 34 ]        |
| 22 |                      |            | Джон Коллинз              | 16 января 1821   | 16 апреля 1822   | Нет                | Нет                 | 1⁄3    |               |
| 23 |                      |            | Калеб Родни               | 23 апреля 1822   | 21 января 1823   | Нет                | Нет                 | 1⁄3    |               |
| 24 |                      |            | Джозеф Хэслет             | 21 января 1823   | 20 июня 1823     | Нет                | Нет                 | 1⁄2    |               |
| 25 |                      |            | Чарльз Томас              | 23 июня 1823     | 20 января 1824   | Нет                | Нет                 | 1⁄2    |               |
| 26 |                      |            | Сэмьюэл Пэйнтер           | 20 января 1824   | 16 января 1827   | Нет                | Нет                 | 1      | [ 38 ]        |
| 27 |                      |            | Чарльз Полк               | 16 января 1827   | 19 января 1830   | Нет                | Нет                 | 1      | [ 39 ]        |
| 28 |                      |            | Дэвид Хаззард             | 19 января 1830   | 15 января 1833   | Нет                | Нет                 | 1      | [ 40 ]        |
| 29 |                      |            | Калеб Беннетт             | 15 января 1833   | 11 июля 1836     | Нет                | Нет                 | 1⁄2    |               |
| 30 |                      |            | Чарльз Полк               | 11 июля 1836     | 17 января 1837   | Нет                | Нет                 | 1⁄2    |               |
| 31 |                      |            | Корнелиус Камеджис        | 17 января 1837   | 17 января 1841   | Нет                | Нет                 | 1      | [ 41 ]        |
| 32 |                      |            | Уильям Купер              | 19 января 1841   | 21 января 1845   | Нет                | Нет                 | 1      | [ 42 ]        |
| 33 |                      |            | Томас Стоктон             | 21 января 1845   | 2 марта 1846     | Нет                | Нет                 | 1⁄3    | [ 43 ]        |
| 34 |                      |            | Joseph Maull              | 2 марта 1846     | 3 мая 1846       | Нет                | Нет                 | 1⁄3    | [ 44 ] [ 45 ] |
| 35 |                      |            | Уильям Темпл              | 6 мая 1846       | 19 января 1847   | Нет                | Нет                 | 1⁄3    |               |
| 36 |                      |            | Уильям Сарп               | 19 января 1847   | 21 января 1851   | Нет                | Нет                 | 1      | [ 46 ]        |
| 37 |                      |            | Уильям Росс               | 21 января 1851   | 16 января 1855   | Нет                | Нет                 | 1      | [ 47 ]        |
| 38 |                      |            | Питер Коси                | 16 января 1855   | 18 января 1859   | Нет                | Нет                 | 1      | [ 48 ]        |
| 39 |                      |            | Уильям Бёртон             | 18 января 1859   | 20 января 1863   | Нет                | Нет                 | 1      | [ 49 ]        |
| 40 |                      |            | Уильям Кэннон             | 20 января 1863   | 1 марта 1865     | Нет                | Нет                 | 1⁄2    | [ 50 ]        |
| 41 |                      |            | Гоув Солсбери             | 1 марта 1865     | 17 января 1871   | Нет                | Нет                 | 1+1⁄2  | [ 51 ]        |
| 42 |                      |            | Джеймс Пондер             | 17 января 1871   | 19 января 1875   | Нет                | Нет                 | 1      | [ 52 ]        |
| 43 |                      |            | Джон Кокран               | 19 января 1875   | 21 января 1879   | Нет                | Нет                 | 1      | [ 53 ]        |
| 44 |                      |            | Джон Холл                 | 21 января 1879   | 16 января 1883   | Нет                | Нет                 | 1      | [ 54 ]        |
| 45 |                      |            | Чарльз Стокли             | 16 января 1883   | 18 января 1887   | Нет                | Нет                 | 1      | [ 55 ]        |
| 46 |                      |            | Бенджамин Биггс           | 18 января 1887   | 20 января 1891   | Нет                | Нет                 | 1      | [ 56 ]        |
| 47 |                      |            | Роберт Рейнолдс           | 20 января 1891   | 15 января 1895   | Нет                | Нет                 | 1      | [ 57 ]        |
| 48 |                      |            | Джошуа Марвил             | 15 января 1895   | 8 апреля 1895    | Нет                | Нет                 | 1⁄2    | [ 58 ]        |
| 49 |                      |            | Уильям Уотсон             | 8 апреля 1895    | 19 января 1897   | Нет                | Нет                 | 1⁄2    | [ 60 ]        |
| 50 |                      |            | Иби Таннелл               | 19 января 1897   | 15 января 1901   | Нет                | Нет                 | 1      | [ 61 ]        |
| 51 |                      |            | Джон Ханн                 | 15 января 1901   | 17 января 1905   |                    | Филип Кэннон        | 1      | [ 62 ]        |
| 52 |                      |            | Престон Ли                | 17 января 1905   | 19 января 1909   |                    | Айзек Паркер        | 1      | [ 63 ]        |
| 53 |                      |            | Симеон Пеннеуилл          | 19 января 1909   | 21 января 1913   |                    | Джон Мендинхолл     | 1      | [ 64 ]        |
| 54 |                      |            | Чарльз Миллер             | 21 января 1913   | 16 января 1917   |                    | Колен Фергюсон      | 1      | [ 65 ]        |
| 55 |                      |            | Джон Таунсенд (младший)   | 16 января 1917   | 18 января 1921   |                    | Льюис Элиасон       | 1      | [ 66 ]        |
| 56 |                      |            | Уилям Денни               | 18 января 1921   | 20 января 1925   |                    | Джошуа Дэнфорт Буш  | 1      | [ 67 ]        |
| 57 |                      |            | Роберт Робинсон           | 20 января 1925   | 15 января 1929   |                    | Джеймс Андерсон     | 1      | [ 68 ]        |
| 58 |                      |            | Клейтон Дугласс Бак       | 15 января 1929   | 19 января 1937   |                    | Джеймс Хэйзел       | 2      | [ 69 ]        |
| 58 | Рой Корли            |            | Клейтон Дугласс Бак       | 15 января 1929   | 19 января 1937   |                    |                     | 2      | [ 69 ]        |
| 59 |                      |            | Ричард Макмюллен          | 19 января 1937   | 21 января 1941   |                    | Эдвард Куч          | 1      | [ 70 ]        |
| 60 |                      |            | Уолтер Бэкон              | 21 января 1941   | 18 января 1949   |                    | Айзек Макколум      | 2      | [ 71 ]        |
| 60 | Элберт Карвел        |            | Уолтер Бэкон              | 21 января 1941   | 18 января 1949   |                    |                     | 2      | [ 71 ]        |
| 61 |                      |            | Элберт Карвел             | 18 января 1949   | 20 января 1953   |                    | Алексис Дюпон Байар | 1      | [ 72 ]        |
| 62 |                      |            | Джеймс Кейлеб Боггс       | 20 января 1953   | 30 декабря 1960  |                    | Джон Роллинз        | 1+1⁄2  | [ 73 ]        |
| 62 | Дэвид Баксон         |            | Джеймс Кейлеб Боггс       | 20 января 1953   | 30 декабря 1960  |                    |                     | 1+1⁄2  | [ 73 ]        |
| 63 |                      |            | Дэвид Баксон              | 30 декабря 1960  | 17 января 1961   | Должность вакантна | Должность вакантна  | 1⁄2    | [ 74 ]        |
| 64 |                      |            | Элберт Карвел             | 17 января 1961   | 19 января 1965   |                    | Юджин Лэммот        | 1      | [ 72 ]        |
| 65 |                      |            | Чарльз Терри (младший)    | 19 января 1965   | 21 января 1969   |                    | Шермэн Трибитт      | 1      | [ 75 ]        |
| 66 |                      |            | Рассел Петерсон           | 21 января 1969   | 16 января 1973   |                    | Юджин Букхэммер     | 1      | [ 76 ]        |
| 67 |                      |            | Шермэн Трибитт            | 16 января 1973   | 18 января 1977   |                    | Юджин Букхэммер     | 1      | [ 77 ]        |
| 68 |                      |            | Пьер Дюпон                | 18 января 1977   | 15 января 1985   |                    | Джеймс Макджиннис   | 2      | [ 78 ]        |
| 68 | Майкл Касл           |            | Пьер Дюпон                | 18 января 1977   | 15 января 1985   |                    |                     | 2      | [ 78 ]        |
| 69 |                      |            | Майкл Касл                | 15 января 1985   | 31 декабря 1992  |                    | Shien Biau Woo      | 1+1⁄2  | [ 79 ]        |
| 69 | Дэйл Вульф           |            | Майкл Касл                | 15 января 1985   | 31 декабря 1992  |                    |                     | 1+1⁄2  | [ 79 ]        |
| 70 |                      |            | Дэйл Вульф                | 31 декабря 1992  | 19 января 1993   | Должность вакантна | Должность вакантна  | 1⁄2    | [ 80 ]        |
| 71 |                      |            | Томас Карпер              | 19 января 1993   | 3 января 2001    |                    | Рут Энн Миннер      | 1+1⁄2  | [ 81 ]        |
| 72 |                      |            | Рут Энн Миннер            | 3 января 2001    | 19 января 2009   | Должность вакантна | Должность вакантна  | 2+1⁄2  | [ 82 ]        |
| 72 | Джон Карни (младший) |            | Рут Энн Миннер            | 3 января 2001    | 19 января 2009   |                    |                     | 2+1⁄2  | [ 82 ]        |
| 73 |                      |            | Джек Маркелл              | 19 января 2009   | 17 января 2017   |                    | Мэттью Денн         | 1      | [ 83 ]        |
| 74 |                      |            | Джон Карни                | 17 января 2017   | 7 января 2025    |                    | Бетани Холл-Лонг    |        |               |
| 75 |                      |            | Бетани Холл-Лонг          | 7 января 2025    | 21 января 2025   |                    |                     |        |               |
| 76 |                      |            | Мэтт Мейер                | 21 января 2025   | Действующий      |                    | Кайл Эванс Гэй      |        |               |

### Комментарии
1. ↑  Официальная нумерация включает повторные сроки губернаторов и исполняющих обязанности.
2. ↑  До 1792 года высшее должностное лицо Делавэра называлось председателем.
3. ↑  Должность вице-губернатора была учреждена редакцией конституции штата 1897 года, первые выборы на неё прошли в 1900 году.
4. ↑  Вице-губернатор — член той же партии, что и соответствующий губернатор, если не указано иное.
5. ↑  Дробные сроки некоторых губернаторов не следует понимать буквально; они призваны обозначать одиночные периоды полномочий, в течение которых должность губернатора занимало несколько лиц из-за отставок, смертей и тому подобного.
6. ↑  Маккинли был захвачен и взят в плен вооружёнными силами Королевства Великобритания.[12] Его обменяли на лоялистского губернатора Нью-Джерси Уильяма Франклина в августе 1778 года[13]. В большинстве источников не уточняется дата захвата Маккинли; как минимум в одном сказано, что Маккинли и город Уилмингтон были взяты через день после сражения при Брендивайне, произошедшем 11 сентября 1777 года.[14]
7. ↑  Будучи спикером Генеральной Ассамблеи, исполнял обязанности высшего должностного лица после пленения президента Маккинли и до возвращения с Континентального конгресса, заседавшего в Филадельфии спикера Законодательного совета Джорджа Рида, который был законным преемником Маккинли.[16]
8. 1 2  Будучи спикером Законодательного совета, служил вице-председателем в течение остатка срока предшественника.
9. ↑  Был избран председателем Пенсильвании и вступил в эту должность 4 ноября 1782 года, подав в отставку с поста председателя Делавэра.
10. ↑  Будучи спикером Законодательного совета, служил вице-председателем до проведения внеочередных выборов.
11. 1 2 3 4 5 6 7 8 9  Умер в должности.
12. ↑  Клейтон прослужил срок председателя по редакции конституции штата 1776 года, и был первым губернатором, избранным согласно редакции конституции 1792 года.
13. 1 2 3 4 5 6 7 8  Будучи спикером Сената, исполнял обязанности губернатора в течение остатка срока предшественника.
14. ↑  Подал в отставку ради должности в третьем окружном суде США[англ.].
15. 1 2  Избранный губернатор Генри Моллестон умер 11 ноября 1819 года до вступления в должность. Новоизбранный сенат штата избрал спикером Джейкоба Стаута, исполнявшего обязанности губернатора в течение года из срока Моллестона до проведения внеочередных выборов губернатора на оставшиеся два года.[33]
16. 1 2  There is disagreement over when Haslet died and Thomas became acting governor. Most modern sources say Haslet died on June 20, and Thomas became acting governor on June 23; however, some sources say Thomas became acting governor on June 20,[36] and others say Haslet died on June 23,[37] both situations meaning there was no gap in power.
17. ↑  В связи со столь ранней смертью губернатора Хэслета выборы были проведены раньше, чем обычно. В отличие от внеочередных выборов после смерти Генри Моллестона, проводившихся для заполнения оставшихся 2 лет срока полномочий, в данном случае выборы проводились на отдельный трехлетний срок, что изменило календарь выборов.[33]
18. ↑  Беннетт был первым губернатором, избранным по нормам редакции конституции штата 1831 года, увеличившей срок до четырёх лет.
19. ↑  Будучи спикером Сената, исполнял обязанности губернатора в течение остатка срока Кэннона, впоследствии был избран.
20. ↑  Из-за столь ранней смерти Мэрвила в должности Генеральная Ассамблея Делавэра решила провести выборы в 1896 году одновременно с президентскими; таким образом, Уотсон был ограничен заполнением остатка двухлетнего срока.[59]
21. 1 2 3 4 5 6  Представлял Демократическую партию.
22. 1 2  Подал в отставку ради места в Сенате.
23. 1 2  Будучи вице-губернатором, заполнил остаток срока.
24. ↑  Представлял Республиканскую партию.
25. ↑  Подал в отставку ради места в Палате представителей.
26. ↑  Будучи вице-губернатором, заполнила остаток срока Карпера, впоследствии была избрана.
27. ↑  Второй срок Маркелла истекает[англ.] 17 января 2017 года; он достиг ограничения по числу сроков.